# Las Vegas Club
Las Vegas Club – hotel i kasyno, położony w centrum miasta Las Vegas, w amerykańskim stanie Nevada. Stanowi własność korporacji Tamares Group. 
Motywem przewodnim obiektu jest tematyka sportowa, a jedną z jego największych atrakcji stanowi sportowa aleja gwiazd.

## Historia
W 1930 roku na budynku Las Vegas Club zainstalowano pierwszy znak neonowy, reklamujący obiekt. Był to jednocześnie drugi tego typu napis na terenie ówczesnego Las Vegas.
Od 2002 roku właścicielem Las Vegas Club jest Tamares Group, zaś zarządcą obiektu pozostaje korporacja Navegante Group.
W marcu 2007 roku Tamares ogłosiła, że poważnie rozważa przekształcenie obiektu w wieżowcowy hotel połączony ze wspólnotą mieszkaniową. Jednak od tego czasu korporacja nie poczyniła żadnych działań w tym kierunku.